# Powłoka platerowa
Powłoka platerowa – powłoka ochronna metalowa otrzymywana przez jednoczesne działanie podwyższonej temperatury oraz obróbki plastycznej. Podczas tworzenia powłoki platerowej następuje ścisłe połączenie metalu powłoki i metalu chronionego. Powłoki te otrzymuje się m.in. metodą walcowania na gorąco.